# غارب هيثم (حجة)
غارب هيثم هي إحدى قرى الجمهورية اليمنية. تتبع جغرافيا لمحافظة حجة وإداريًا لمديرية وشحة. يبلغ تعداد سكانها 1678 نسمة حسب الإحصاء الذي أجري عام 2004.